# 関戸由義
関戸 由義（せきど よしつぐ、1829年〈文政12年〉10月25日 - 1888年〈明治21年〉2月3日）は、明治期に神戸の土地開発・売買・創業などを官吏・私人として行った人物。

## 来歴
- 1829年（文政12年） - 越前国足羽郡下呉服町で、父・薬種商 第四代 輪違 平兵衛、母・福井藩 藩医　第四代 山本 正伯に乳母奉公した女性（名不詳）の間に生まれる。幼名は良平。
- 慶応年間に江戸へ移住し、医師として関戸由義と自称する。
- 1868年（明治元年）3月上旬 - 横浜港よりサンフランシスコへ密航。帰国後、兵庫県に洋学校設立建白。
- 1869年（明治2年）12月4日 - 民部省通商少佑。
- 1871年（明治4年）3月24日 - 兵庫県外務局勧業課少属。
- 1871年（明治4年）5月 - 兵庫県権大属 北風 正造と船舶無断売買問題で軋轢、後和解。
- 1872年（明治5年）1月8日 - 関戸良平の名で前福井藩主松平慶永に「唐筆1箱、賀茂川千鳥1箱」献上。
- 1872年（明治5年）4月 - 五厘金紛争を解決。
- 1872年（明治5年）9月16日 - 神戸市中新道取開掛 兼 町会所掛。
- 1872年（明治5年）11月 - 福澤諭吉に湊川神社前土地を3400両で斡旋。
- 1873年（明治6年）- 諏訪山山麓に鉱泉開削。
- 1877年（明治10年）12月28日 - 神戸商業講習所開設のため、神戸市北長狭通四丁目邸内の2階建洋館を校舎として兵庫県に提供（夜間部は兵庫商人が集積する兵庫津の七宮神社内に開設）。
- 1881年（明治14年）8月11日 - 再三の福沢諭吉の催促で交詢社兵庫支社に加入。
- 1888年（明治21年）8月17日午前9時 - 神戸市北長狭通四丁目邸で死去した。